# Rimboval
Rimboval est une commune française située dans le département du Pas-de-Calais en région Hauts-de-France. Ses habitants sont appelés les Rimbovalois. La commune est membre de la communauté de communes du Haut Pays du Montreuillois.

## Géographie

### Localisation
Localisée dans le sud du département du Pas-de-Calais, Rimboval est une commune rurale située, à vol d'oiseau, à 10 km à l'ouest de la commune de Fruges et à 16 km au nord-est de la commune de Montreuil-sur-Mer (chef-lieu d'arrondissement).
Le territoire de la commune est limitrophe de ceux de quatre communes.
Les communes limitrophes sont  Créquy, Embry, Herly et Saint-Michel-sous-Bois.

### Hydrographie
La commune, située dans le bassin Artois-Picardie, est drainée par deux cours d'eau :
- l'Embrienne, d'une longueur de 6,19 km, qui prend sa source dans la commune d'Hesmond et se jette dans la Créquoise au niveau de la même commune[3] ;
- le Ronville, d'une longueur de 4,79 km, qui prend sa source dans la commune et se jette dans l'Embrienne au niveau de la commune d'Embry[4].

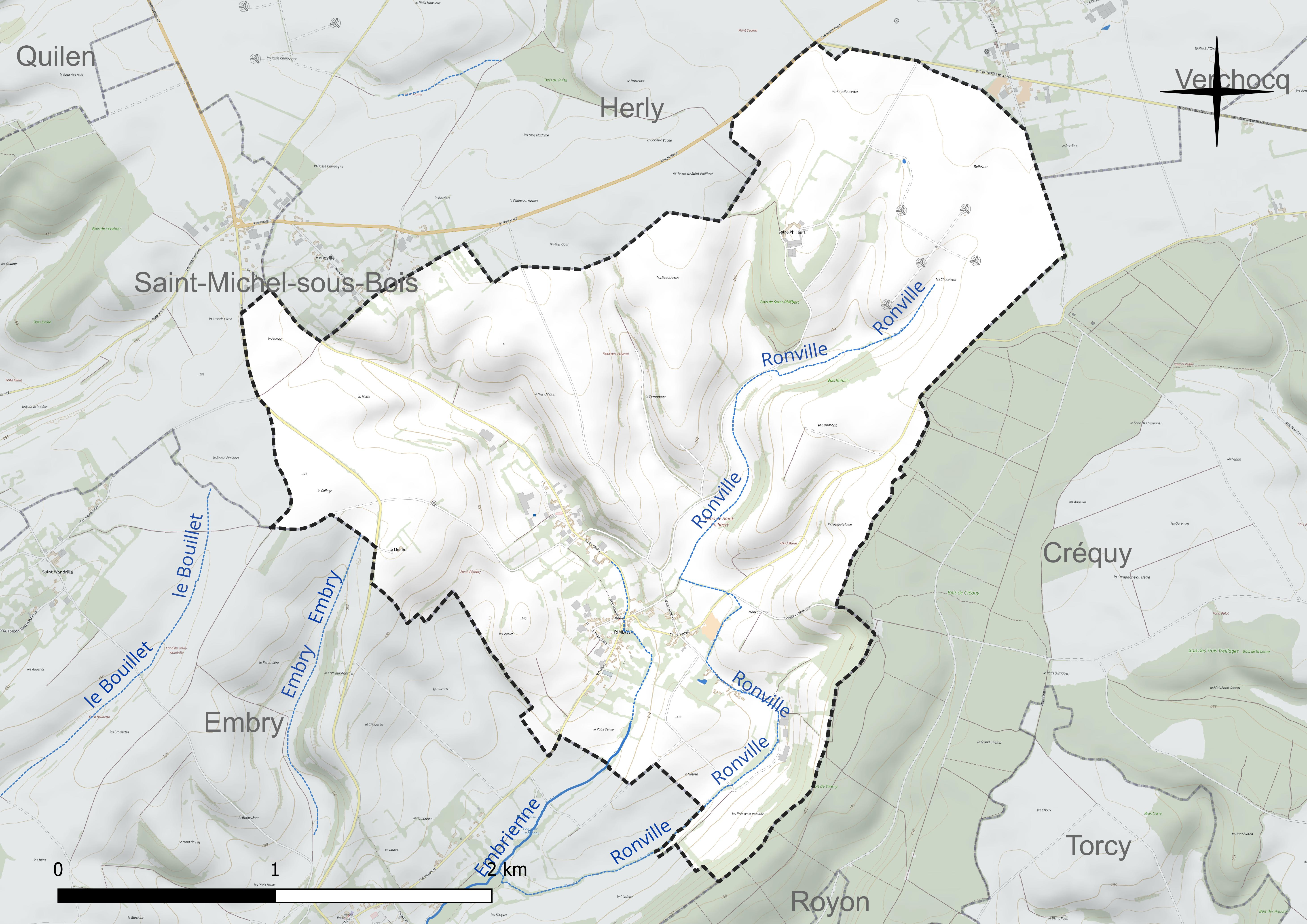
Réseau hydrographique de Rimboval.

### Climat
Pour des articles plus généraux, voir Climat des Hauts-de-France et Climat du Nord-Pas-de-Calais.
En 2010, le climat de la commune est de type climat océanique franc, selon une étude du Centre national de la recherche scientifique (CNRS) s'appuyant sur une série de données couvrant la période 1971-2000. En 2020, Météo-France publie une typologie des climats de la France métropolitaine dans laquelle la commune est exposée à un climat océanique et est dans la région climatique Côtes de la Manche orientale, caractérisée par un faible ensoleillement (1 550 h/an) ; forte humidité de l’air (plus de 20 h/jour avec humidité relative > 80 % en hiver), vents forts fréquents.
Pour la période 1971-2000, la température annuelle moyenne est de 10,1 °C, avec une amplitude thermique annuelle de 13 °C. Le cumul annuel moyen de précipitations est de 936 mm, avec 13,3 jours de précipitations en janvier et 8,7 jours en juillet. Pour la période 1991-2020, la température moyenne annuelle observée sur la station météorologique la plus proche, située sur la commune de Radinghem à 10 km à vol d'oiseau, est de 10,5 °C et le cumul annuel moyen de précipitations est de 1 038,1 mm,. Pour l'avenir, les paramètres climatiques de la commune estimés pour 2050 selon différents scénarios d'émission de gaz à effet de serre sont consultables sur un site dédié publié par Météo-France en novembre 2022.

### Paysages
Pour un article plus général, voir Paysage en France.
La commune est située dans le « paysage montreuillois » tel que défini dans l’atlas des paysages de la région Nord-Pas-de-Calais, conçu par la direction régionale de l'Environnement, de l'Aménagement et du Logement (DREAL),. Ce paysage, qui concerne 98 communes, se délimite : à l’Ouest par des falaises qui, avec le recul de la mer, ont donné naissance aux bas-champs ourlées de dunes ; au Nord par la boutonnière du Boulonnais ; au sud par le vaste plateau formé par la vallée de l’Authie, et à l’Est par les paysages du Ternois et de Haut-Artois. Ce paysage régional, avec, dans son axe central, la vallée de la Canche et ses nombreux affluents comme la Course, la Créquoise, la Planquette…, offre une alternance de vallées et de plateaux, appelée « ondulations montreuilloises ». Dans ce paysage, et plus particulièrement sur les plateaux, on cultive la betterave sucrière, le blé et le maïs, et les plateaux entre la Ternoise et la Créquoise sont couverts de vastes massifs forestiers comme la forêt d'Hesdin, les bois de Fressin, Sains-lès-Fressin, Créquy….

### Milieux naturels et biodiversité

#### Zones naturelles d'intérêt écologique, faunistique et floristique
L’inventaire des zones naturelles d'intérêt écologique, faunistique et floristique (ZNIEFF) a pour objectif de réaliser une couverture des zones les plus intéressantes sur le plan écologique, essentiellement dans la perspective d’améliorer la connaissance du patrimoine naturel national et de fournir aux différents décideurs un outil d’aide à la prise en compte de l’environnement dans l’aménagement du territoire.
Le territoire communal comprend une ZNIEFF de type 1 : le bois de Créquy. D’une superficie de 2 017 ha et d'une altitude variant de 54  à   182 mètres, c'est un des plus vastes massifs boisés des hautes terres artésiennes.
et une ZNIEFF de type 2 :
les vallées de la Créquoise et de la Planquette, d’une superficie de 15 157 ha et d'une altitude variant de 13  à   181 mètres. Ces deux vallées se situent aux confins de deux régions naturelles : le Haut Pays d’Artois et le Ternois et constituent un des paysages ruraux traditionnels du Nord-Pas-de-Calais les mieux conservés.

Carte des ZNIEFF de type 1 et 2 sur la commune
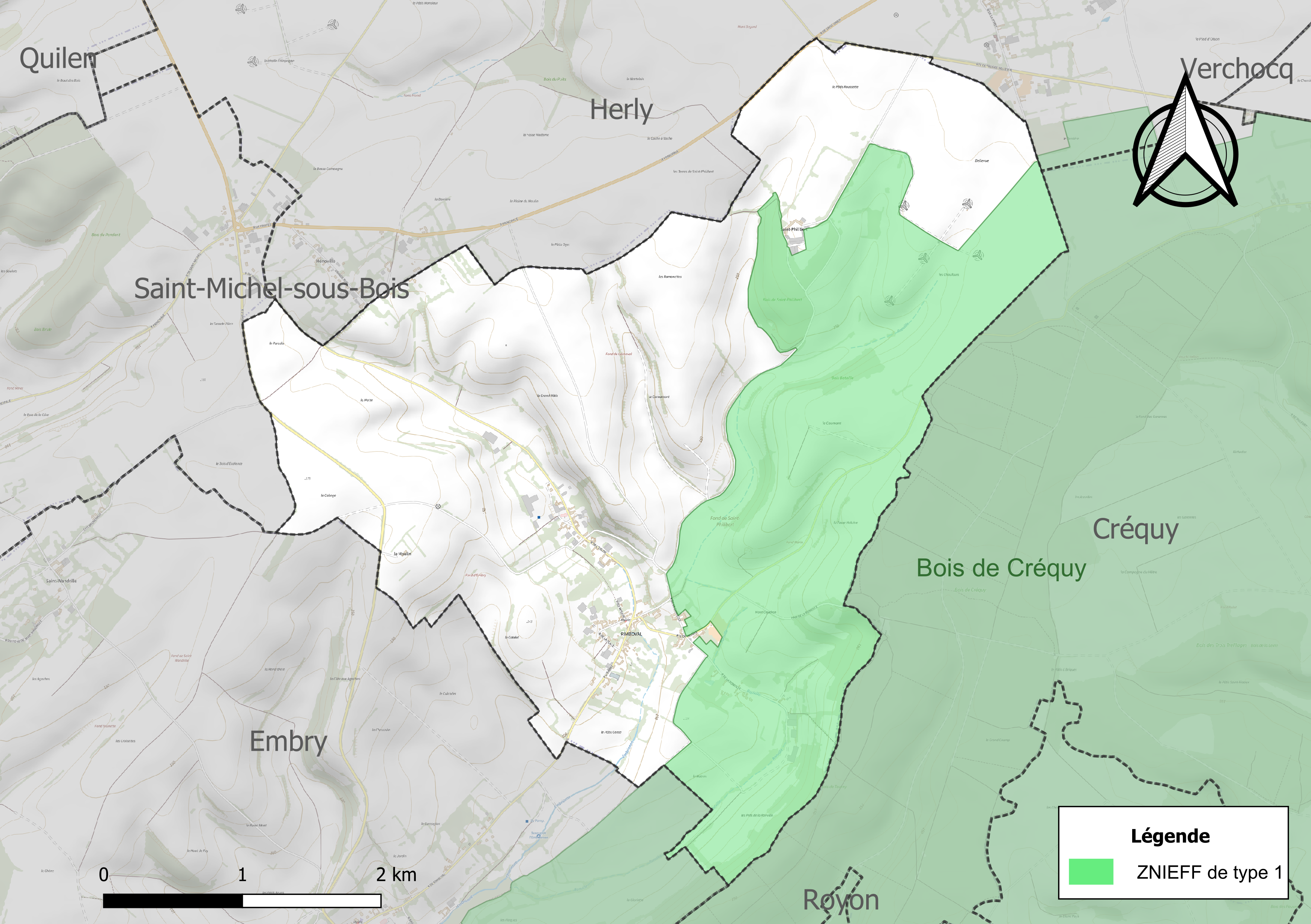
Carte de la ZNIEFF de type 1 sur la commune.
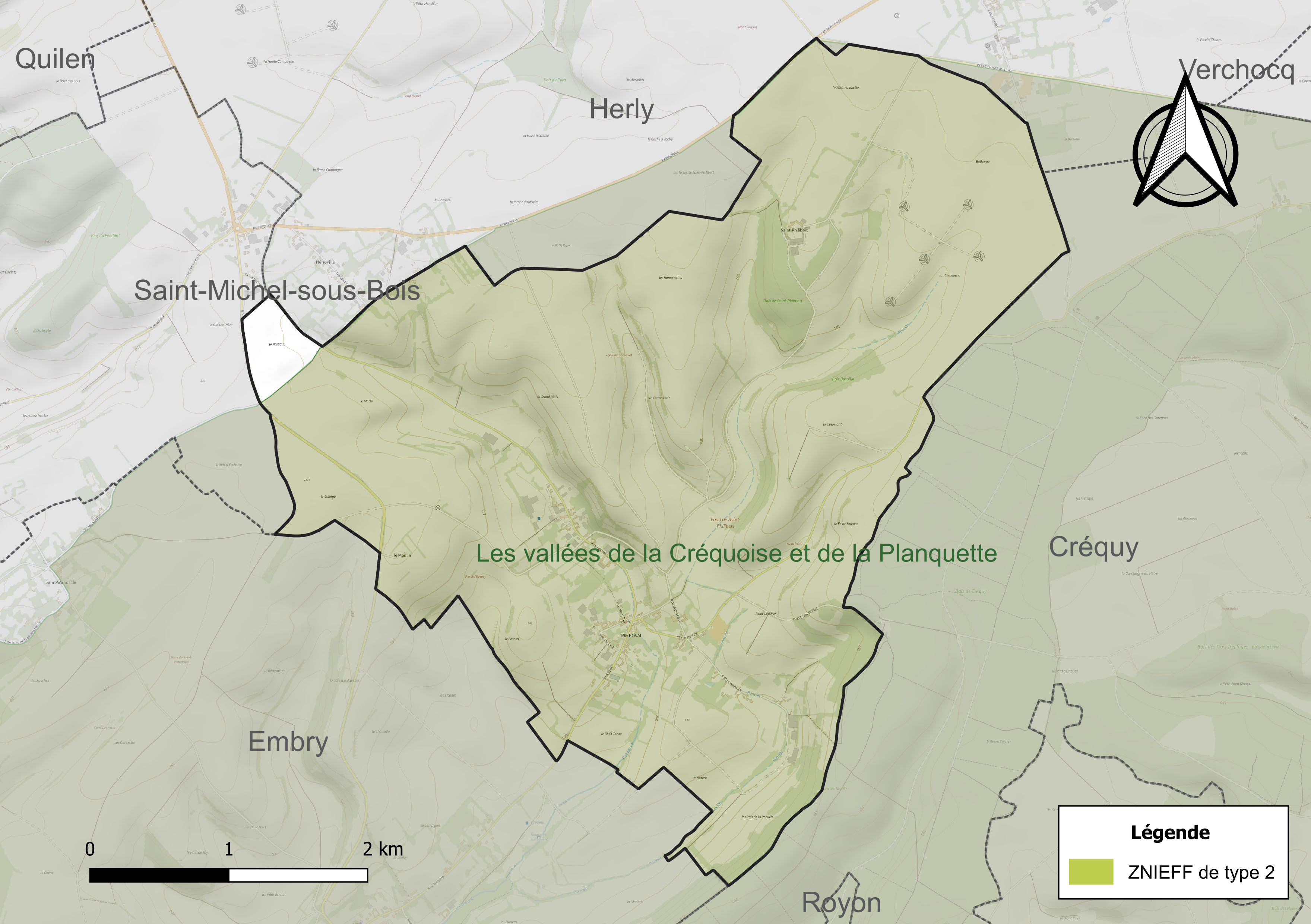
Carte de la ZNIEFF de type 2 sur la commune.

#### Espèces faunistiques et floristiques
L’Inventaire national du patrimoine naturel (INPN) recense plusieurs espèces faunistiques et floristiques sur le territoire de la commune dont certaines sont protégées et d’autres menacées et quasi-menacées.

## Urbanisme

### Typologie
Au 1er janvier 2024, Rimboval est catégorisée commune rurale à habitat dispersé, selon la nouvelle grille communale de densité à sept niveaux définie par l'Insee en 2022.
Elle est située hors unité urbaine et hors attraction des villes,.

### Occupation des sols
L'occupation des sols de la commune, telle qu'elle ressort de la base de données européenne d’occupation biophysique des sols Corine Land Cover (CLC), est marquée par l'importance des territoires agricoles (93,2 % en 2018), une proportion identique à celle de 1990 (93,2 %). La répartition détaillée en 2018 est la suivante : 
terres arables (48,3 %), prairies (44,9 %), zones urbanisées (4,5 %), forêts (2,3 %). L'évolution de l’occupation des sols de la commune et de ses infrastructures peut être observée sur les différentes représentations cartographiques du territoire : la carte de Cassini (XVIIIe siècle), la carte d'état-major (1820-1866) et les cartes ou photos aériennes de l'IGN pour la période actuelle (1950 à aujourd'hui).

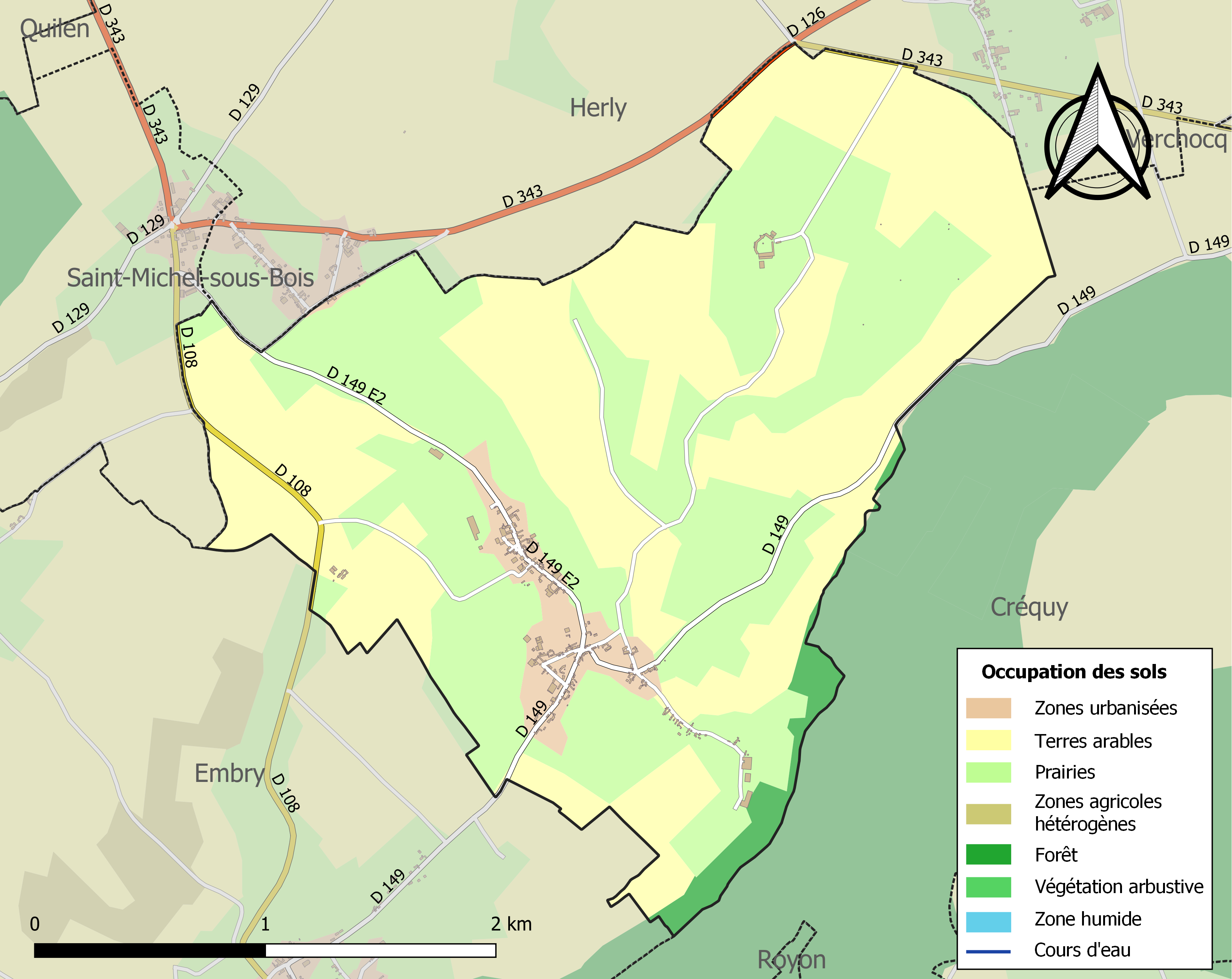
Carte des infrastructures et de l'occupation des sols de la commune en 2018 (CLC).

## Toponymie
Le nom de la localité est attesté sous les formes Raimboli vallis en 1177 ; Raimbauval en 1311 ; Ramboval au XVe siècle ; Rimboval de 1623 à 1631 ; Raymboval en 1670 ; Remboval au XVIIIe siècle ; Rimbova au XIXe siècle . prononciation locale) ; Rimboval en 1793 et depuis 1801.

## Politique et administration

### Découpage territorial
La commune se trouve dans l'arrondissement de Montreuil du département du Pas-de-Calais.

#### Commune et intercommunalités
La commune est membre de la communauté de communes du Haut Pays du Montreuillois qui regroupe 49 communes et totalise 15 703 habitants en 2021.

#### Circonscriptions administratives
La commune est rattachée au canton de Fruges.

#### Circonscriptions électorales
Pour l'élection des députés, la commune fait partie de la quatrième circonscription du Pas-de-Calais.

### Élections municipales et communautaires

#### Liste des maires
| Période                                  | Période                    | Identité           | Étiquette | Qualité                                            |
| ---------------------------------------- | -------------------------- | ------------------ | --------- | -------------------------------------------------- |
| Les données manquantes sont à compléter. |                            |                    |           |                                                    |
| 1989                                     | 2014,                      | Léonce Lafonte     |           |                                                    |
| mars 2014                                | En cours (au 3 avril 2022) | Nicolas Pichonnier | LR        | Chargé de missions, Réélu pur le mandat 2020-2026, |

## Population et société

### Démographie
Les habitants sont appelés les Rimbovalois.

#### Évolution démographique
L'évolution du nombre d'habitants est connue à travers les recensements de la population effectués dans la commune depuis 1793. Pour les communes de moins de 10 000 habitants, une enquête de recensement portant sur toute la population est réalisée tous les cinq ans, les populations de référence des années intermédiaires étant quant à elles estimées par interpolation ou extrapolation. Pour la commune, le premier recensement exhaustif entrant dans le cadre du nouveau dispositif a été réalisé en 2005.

En 2022, la commune comptait 184 habitants, en évolution de +30,5 % par rapport à 2016 (Pas-de-Calais : −0,72 %, France hors Mayotte : +2,11 %).
| 1793 | 1800 | 1806 | 1821 | 1831 | 1836 | 1841 | 1846 | 1851 |
| ---- | ---- | ---- | ---- | ---- | ---- | ---- | ---- | ---- |
| 446  | 344  | 484  | 551  | 574  | 557  | 564  | 527  | 490  |

| 1856 | 1861 | 1866 | 1872 | 1876 | 1881 | 1886 | 1891 | 1896 |
| ---- | ---- | ---- | ---- | ---- | ---- | ---- | ---- | ---- |
| 482  | 505  | 457  | 476  | 430  | 402  | 401  | 379  | 365  |

| 1901 | 1906 | 1911 | 1921 | 1926 | 1931 | 1936 | 1946 | 1954 |
| ---- | ---- | ---- | ---- | ---- | ---- | ---- | ---- | ---- |
| 363  | 366  | 316  | 312  | 285  | 246  | 261  | 260  | 214  |

| 1962 | 1968 | 1975 | 1982 | 1990 | 1999 | 2005 | 2006 | 2010 |
| ---- | ---- | ---- | ---- | ---- | ---- | ---- | ---- | ---- |
| 199  | 187  | 151  | 161  | 146  | 124  | 124  | 121  | 145  |

| 2015 | 2020 | 2022 | - | - | - | - | - | - |
| ---- | ---- | ---- | - | - | - | - | - | - |
| 142  | 182  | 184  | - | - | - | - | - | - |

#### Pyramide des âges
En 2018, le taux de personnes d'un âge inférieur à 30 ans s'élève à 37,4 %, soit au-dessus de la moyenne départementale (36,7 %). À l'inverse, le taux de personnes d'âge supérieur à 60 ans est de 21,4 % la même année, alors qu'il est de 24,9 % au niveau départemental.
En 2018, la commune comptait 87 hommes pour 69 femmes, soit un taux de 55,77 % d'hommes, largement supérieur au taux départemental (48,50 %).
Les pyramides des âges de la commune et du département s'établissent comme suit.
| Hommes | Classe d’âge | Femmes |
| ------ | ------------ | ------ |
| 1,0    | 90 ou +      | 0,0    |
| 3,9    | 75-89 ans    | 7,5    |
| 15,7   | 60-74 ans    | 15,0   |
| 14,7   | 45-59 ans    | 18,8   |
| 23,5   | 30-44 ans    | 26,2   |
| 12,7   | 15-29 ans    | 18,8   |
| 28,4   | 0-14 ans     | 13,7   |

| Hommes | Classe d’âge | Femmes |
| ------ | ------------ | ------ |
| 0,5    | 90 ou +      | 1,6    |
| 5,6    | 75-89 ans    | 8,9    |
| 16,7   | 60-74 ans    | 18,1   |
| 20,2   | 45-59 ans    | 19,2   |
| 18,9   | 30-44 ans    | 18,1   |
| 18,2   | 15-29 ans    | 16,2   |
| 19,9   | 0-14 ans     | 17,9   |

## Culture locale et patrimoine

### Lieux et monuments
- L'église Saint-Omer[34].
- La ferme Saint-Philibert datant du XVIIe siècle.
- * Le monument aux morts, surmonté d'une croix latine[35].

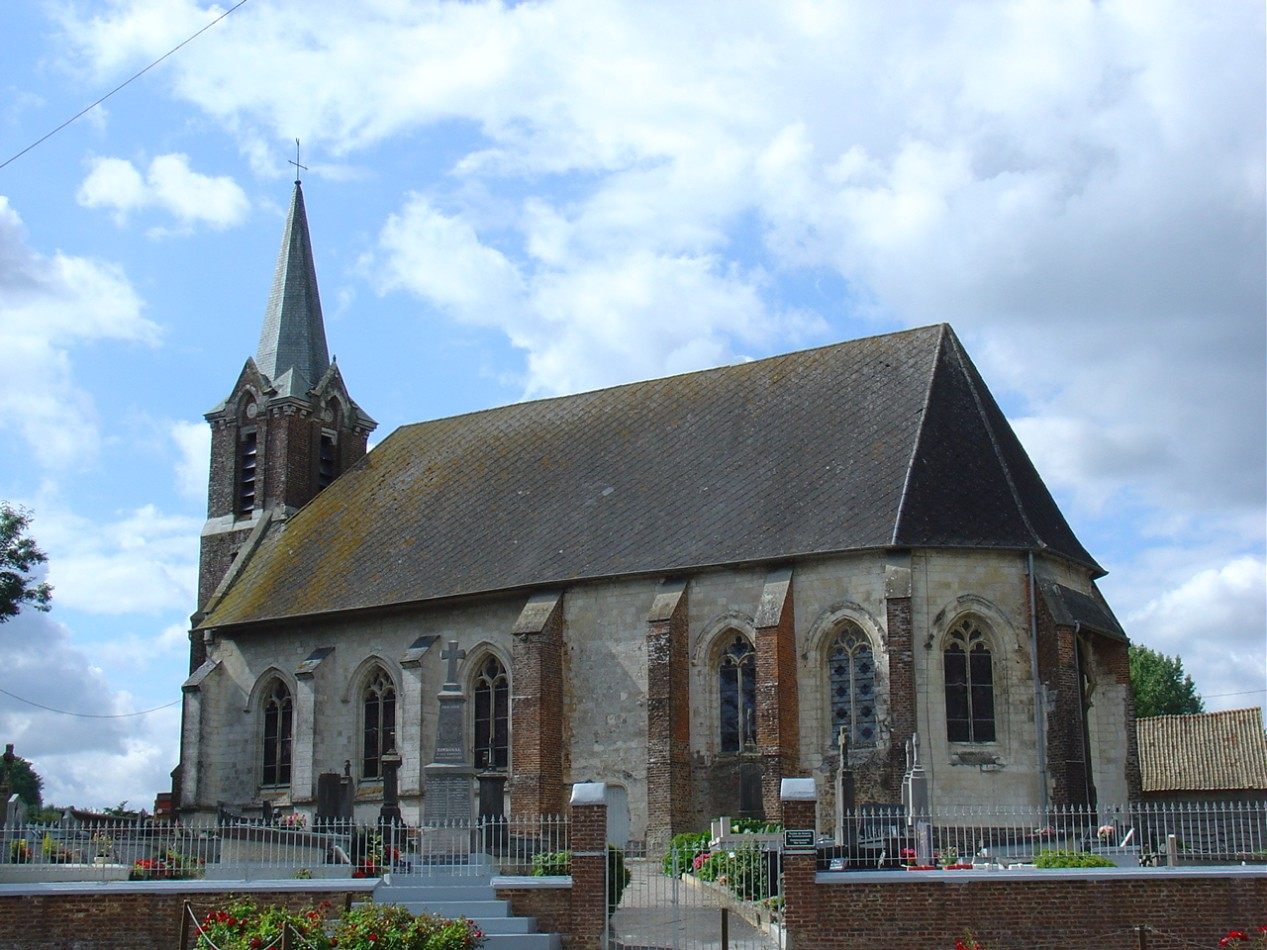
L'église Saint-Omer.
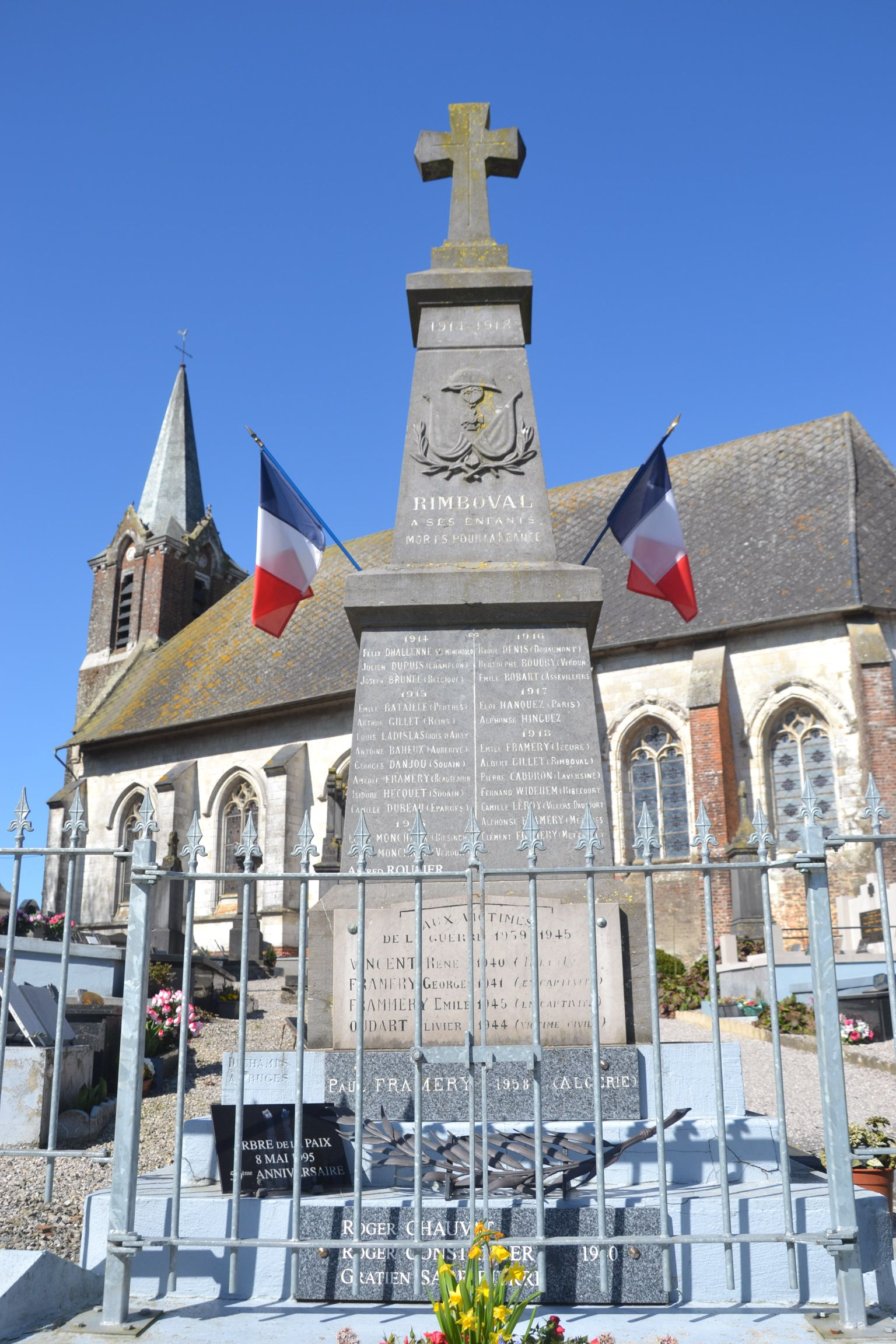
Le monument aux morts.

### Héraldique
| Blason de Rimboval | Blason  | Écartelé : aux 1er et 4e d'or au créquier de gueules, aux 2e et 3e vairé d'or et d'azur. |
| Blason de Rimboval | Détails | Écartèle les armes de deux familles ayant possédé la seigneurie de Rimboval : les De Créquy (d'or au créquier de gueules) et les De Bonnières (vairé d'or et d'azur). Adopté par la municipalité. |

## Pour approfondir

#### Bases de données, dictionnaires et encyclopédies
- Ressources relatives à la géographie :   - Insee (communes)
  - Ldh/EHESS/Cassini
- Ressource relative à plusieurs domaines :   - Annuaire du service public français
- Notices d'autorité :   - BnF (données)